# Talampicillina
La talampicillina cloridrato è un'amminopenicillina è un estere dell'ampicillina nella quale viene rapidamente idrolizzata dopo l'assorbimento intestinale e della quale possiede proprietà, spettro d'azione e indicazioni. Il composto è, di per sé, privo di attività antibatterica (profarmaco). 

## Farmacocinetica
La talampicillina viene rapidamente assorbita dopo somministrazione orale; a livello intestinale subisce un'idrolisi con liberazione di ampicillina. In seguito a somministrazione di talampicillina si ottengono concentrazioni plasmatiche massime di ampicillina più elevate che con dosi equivalenti di ampicillina somministrata come tale. La cinetica di assorbimento non è influenzata dal cibo.
Dopo somministrazione di una dose di 250 mg il picco plasmatico di 4,7 µg/ml viene raggiunto in 40 minuti. Il gruppo ftalidico liberato per idrolisi è metabolizzato ad acido 2-idrossimetilbenzoico che viene eliminato nelle urine. 

## Usi clinici
Ha le stesse indicazioni dell'ampicillina. 
Trova impiego anche in veterinaria.

## Somministrazione
La talampicillina cloridrato viene somministrata per via orale alle dosi usuali di 250–500 mg tre volte al giorno. 1,48 g di talampicillina cloridrato sono approssimativamente equivalenti a 1 g di ampicillina. Si utilizza in terapia anche il sale napsilato le cui dosi sono espresse in termini di cloridrato. 1,33 g di talampicillina napsilato sono approssimativamente equivalenti ad 1 g di talampicillina cloridrato e a 674 mg di ampicillina. 
In pediatria la dose è: 50 mg/kg.

## Effetti collaterali
È stato riportato che la talampicillina causa diarrea meno frequentemente dell'ampicillina.

## Gravidanza
La talampicillina può essere usata in gravidanza.